# Ераст
Ераст — апостол від сімдесяти, учень апостола Павла. Кілька разів згадується в Новому Завіті:
- «Тож він послав у Македонію двох із тих, що служили йому, Тимофія й Ераста, а сам позостався якийсь час у Азії.» (Дії 19:22);
- «Вітає вас міський доморядник Ераст і брат Кварт.» (Рим. 16:23);
- «Ераст позостався в Коринфі, а Трохима лишив я слабого в Мілеті.» (2 Тим. 4:20).

Ераст, ймовірно, був родом з Коринфа, за походженням грек. Посада міського економа (доморядника) Коринфа, яку він займав, вказує на те, що він походив із знатного роду і мав уже поважний вік, інакше йому не доручили б такої посади у великому місті. Найбільш імовірно, що Ераст вперше почув Євангелію про Ісуса Христа від самого апостола Павла під час його першого відвідування Коринфа (Дії  18:01-18), куди він прибув з Афін.
Ераст разом з Павлом приїжджав у Єрусалим і ймовірно жив там якийсь час, служачи в місцевій церкві. Це підтверджується тим, що в грецьких і латинських письменників він називається економом Єрусалимської церкви. У списку сімдесяти апостолів у Дорофея сказано: «Ераст економ бисть Єрусалимської церкви».
За східним церковним переданням Ераст був єпископом Панеади (місто в північній Палестині) і мирно помер у глибокій старості. В житіях святих Дмитра Ростовського про нього сказано так: « Ераст святий, бисть економ єрусалимської церкви, потім же єпископом Панеади». Католицька церква шанує його як мученика і вважає єпископом Кесарії Філіпової наступником Епафродита.
Пам'ять про апостола Ераста в Православній церкві відбувається 23 листопада (10 листопада за старим стилем), а також 17 січня (4 січня за старим стилем) в день Собору Апостолів від сімдесяти. У Католицькій церкві пам'ять про апостола Ераста відбувається 26 липня.